# Moon Sung-keun
Moon Sung-keun (hangul: 문성근, hanja: 文盛瑾, RR: Mun Seong-geun) es un veterano actor y político surcoreano.

## Biografía
Es hijo del reverendo Moon Ik-hwan y de la política Park Yong-gil, su hermano Moon Ho-keun es un pianista y compositor. Su padre luchó por la democracia junto a Kim Dae-jung bajo el régimen militar liderado por Park Chung-hee en la década de 1970, y fue un conocido activista a favor de la unificación.
Después de graduarse de la Universidad Sogang con una licenciatura en comercio, trabajó como asalariado durante ocho años.

## Carrera
En julio de 2021 se unió al elenco de la serie The Great Shaman Ga Doo-shim, donde interpretó a Kyung-pil, el director de la escuela "Songyeong High School".
El 24 de julio de 2017 se unió al elenco principal de la serie Distorted (también conocida como "Falsify"), donde interpretó a Koo Tae-won, el director del periódico Daehan.
En julio de 2018 se unió al elenco recurrente de la serie Life, donde dio vida al médico Kim Tae-sang, el jefe del departamento de cirugía ortopédica y director adjunto del Hospital Universitario Sangkook.
En noviembre del mismo año se unió al elenco recurrente de la serie Encounter (también conocida como "Boyfriend"), donde interpretó a Cha Jong-hyun, el padre de Cha Soo-hyun (Song Hye-kyo).
En septiembre de 2019 se unió al elenco recurrente de la serie Vagabond, donde dio vida a Hong Soon-jo, el primer ministro de Corea del Sur.
En julio de 2021 se unió al elenco de la serie The Great Shaman Ga Doo-shim, donde interpretó a Kyung-pil, el director de la escuela "Songyeong High School".

## Filmografía

### Series de televisión
| Año     | Título                       | Personaje                | Notas                        |
| ------- | ---------------------------- | ------------------------ | ---------------------------- |
| 2025    | Our Movie                    | Kim Hyeon-cheol          |                              |
| 2024    | Connection                   | Won Chang-ho             | [ 4 ]                        |
| 2024    | Cásate con mi esposo         | Yoo Han-il               | [ 5 ]                        |
| 2023    | Moving                       | Min Yong-joon            |                              |
| 2022    | Mental Coach Jegal           | Park Seung-tae           | [ 6 ]                        |
| 2022    | Insider                      | Do Won-bong              | [ 7 ]                        |
| 2021    | Dr. Brain                    | Dr. Myung                | ep. 1 - (aparición especial) |
| 2021    | The Great Shaman Ga Doo-shim | Kyung-pil                |                              |
| 2020    | When My Love Blooms          | Jang San                 |                              |
| 2020    | Nobody Knows                 | Hwang In-beom            |                              |
| 2019    | Vagabond                     | Hong Soon-jo             |                              |
| 2019    | Confession                   | Cho Myung-geun           |                              |
| 2018-19 | Encounter                    | Cha Jong-hyun            |                              |
| 2018    | Life                         | Dr. Kim Tae-sang         |                              |
| 2017    | Distorted (Falsify)          | Koo Tae-won              |                              |
| 2009    | Ja Myung Go                  | Rey Daemusin de Goguryeo |                              |
| 2008    | The Scales of Providence     | Kim Hyeok-jae            |                              |
| 1992    | Enchantment                  | Kim Seo-hwan             |                              |
| 1990    | Our Paradise                 | Prof. Choi Young-gyu     |                              |

### Películas
| Año  | Título                                       | Personaje                   | Notas                |
| ---- | -------------------------------------------- | --------------------------- | -------------------- |
| 2023 | Project Silence                              | Byung-hak                   | [ 8 ] [ 9 ]          |
| 2019 | Black Money                                  | Kang Gi-choon               | (aparición especial) |
| 2019 | The Cross of North Gando                     | Narrador                    |                      |
| 2018 | Burning                                      | Abogado                     |                      |
| 2017 | 1987: When the Day Comes                     | Lt. Jang Se-dong            | (aparición especial) |
| 2017 | Forgotten                                    | Padre                       |                      |
| 2017 | On the Beach at Night Alone                  | Sang-won                    |                      |
| 2017 | The Tooth and the Nail                       | Yoon Young-hwan             |                      |
| 2016 | Dongju: The Portrait of a Poet               | Jeong Ji-yong               | (aparición especial) |
| 2015 | Memories of the Sword                        | Lee Ee-myeong               | (aparición especial) |
| 2014 | Sea Fog                                      | Ing. Wan-ho                 |                      |
| 2014 | A Girl at My Door                            | Nam Gyeong-dae              | (aparición especial) |
| 2013 | Hwayi: A Monster Boy                         | CEO Jin                     | (aparición especial) |
| 2012 | National Security                            | Presidente Yoon             |                      |
| 2012 | In Another Country                           | Moon-soo                    |                      |
| 2012 | Unbowed                                      | Shin Jae-yeol               |                      |
| 2010 | Oki's Movie                                  | Profesor Song               |                      |
| 2010 | A Little Pond                                | Mr. Moon                    |                      |
| 2009 | Visitors: Lost in the Mountains              | -                           |                      |
| 2009 | A Brand New Life                             | Doctor                      |                      |
| 2009 | If You Were Me 4: Relay                      | Director                    |                      |
| 2009 | Missing                                      | Pan-gon                     |                      |
| 2008 | Public Enemy Returns                         | Tae-san                     |                      |
| 2007 | Soo                                          | Gu Yang-won                 |                      |
| 2006 | Puzzle                                       | Hwan                        |                      |
| 2006 | Woman on the Beach                           | Voz                         |                      |
| 2006 | Hanbando                                     | Gwon Yong-hwan              |                      |
| 2005 | Princess Aurora                              | Oh Sung-ho                  |                      |
| 2002 | Jealousy Is My Middle Name                   | Han Yun-sik                 |                      |
| 2000 | Virgin Stripped Bare by Her Bachelors        | Young-soo                   |                      |
| 1998 | Bedroom and Courtroom                        | Chu Hyeong-do               |                      |
| 1998 | Film-making                                  | Guido                       |                      |
| 1997 | Green Fish                                   | Bae Tae-gon                 |                      |
| 1996 | A Petal                                      | Jang                        |                      |
| 1995 | Man                                          | -                           |                      |
| 1995 | A Single Spark                               | Kim Yeong-su                |                      |
| 1995 | Sunset Into the Neon Lights                  | Kim Gyu-hwan                |                      |
| 1995 | Bitter and Sweet                             | -                           |                      |
| 1994 | Out to the World                             | Sung-keun                   |                      |
| 1994 | To You from Me                               | "I"                         |                      |
| 1993 | To the Starry Island                         | Moon Deok-bae / Moon Jae-gu |                      |
| 1993 | The 101st Proposition                        | Yeong-seop                  |                      |
| 1993 | No Emergency Exit                            | Dong-o                      |                      |
| 1991 | The Road to the Race Track                   | "R"                         |                      |
| 1991 | Berlin Report                                | Yeong-cheol                 |                      |
| 1991 | I Want To Live Just Until 20 Years Old       | Choi Hyeon-jun              |                      |
| 1990 | Black Republic                               | Kim Ki-young / Han Tae-hun  |                      |
| 1990 | Our Class Accepts Anyone Regardless of Grade | Maestro                     |                      |
| 1990 | Mother's Summer                              | Gwang-su                    |                      |

### Programas de variedades
| Año                  | Título           | Notas       |
| -------------------- | ---------------- | ----------- |
| 2009                 | 무릎팍도사       |             |
| 2001                 | 영화 그리고 팝콘 |             |
| 1997                 | 이홍렬 쇼        | presentador |
| 1992-1993, 1997-2002 | 그것이 알고싶다  |             |

### Teatro
| Año  | Título                         | Personaje | Notas |
| ---- | ------------------------------ | --------- | ----- |
| 1986 | Chilsu and Mansu (칠수와 만수) | -         |       |
| 1985 | Han's Chronicle (한씨 연대기)  | -         |       |

### Anuncios
| Año  | Título                                  | Notas                                |
| ---- | --------------------------------------- | ------------------------------------ |
| 2002 | 한국GM L6매그너스                       |                                      |
| 2001 | GS리테일 국제전화 00388                 |                                      |
| 2000 | 아모레퍼시픽 송염치약                   |                                      |
| 2000 | 국정홍보처 우리는 하나                  |                                      |
| 2000 | 유니베라 멕시코, 미국 편                |                                      |
| 2000 | 평화의 숲 운동캠페인                    |                                      |
| 2000 | 더존디지털웨어                          |                                      |
| 2000 | 하이투자증권                            |                                      |
| 1999 | 노동부 고용보험캠페인                   |                                      |
| 1998 | 한국문화진흥 문화상품권                 |                                      |
| 1998 | 센추리에어컨                            |                                      |
| 1997 | 크라운제과 죠리퐁                       | junto a Kim Jung-eun y Yoo Tae-woong |
| 1997 | 인켈 인켈홈시어터                       |                                      |
| 1996 | 엘칸토 엘칸토상품권                     |                                      |
| 1996 | 코웨이 냉온정수기                       |                                      |
| 1995 | 코웨이 물보험                           |                                      |
| 1994 | 전국은행연합회 은행개인연금신탁         |                                      |
| 1994 | KB국민카드                              |                                      |
| 1993 | LG생활건강 맛그린                       | junto a Bae Jong-ok                  |
| 1993 | TG삼보컴퓨터 스타일러스                 | (인쇄광고)                           |
| 1993 | TG삼보컴퓨터 트라이젬 파퓰러            |                                      |
| 1993 | TG삼보컴퓨터 마라도 편                  |                                      |
| 1992 | 롯데제과 롯데껌 깨끗한 거리가꾸기캠페인 |                                      |
| 1991 | LF 타운젠트                             |                                      |
| 1988 | 하나카드 비자카드                       |                                      |

## Carrera Política
Moon comenzó sus actividades políticas en 2009, convirtiéndose en presidente temporal del Partido Demócrata Unido en 2012. En 2017, Moon y un grupo de artistas surcoreanos presentaron denuncias contra dos expresidentes Lee Myung-bak, Park Geun-hye y otros seis altos funcionarios, solicitando una investigación de la fiscalía por la acusación de una "lista negra de artistas".

## Premios y nominaciones
| Año  | Categoría                | Premio                                        | Trabajo                    | Resultado |
| ---- | ------------------------ | --------------------------------------------- | -------------------------- | --------- |
| 2003 | Best Actor               | 2nd Korean Film Award                         | Jealousy Is My Middle Name | Nominado  |
| 2003 | Best Supporting Actor    | 35th Grand Bell Award                         | Green Fish                 | Nominado  |
| 1996 | Best Actor               | 17th Blue Dragon Film Award                   | A Petal                    | Ganó      |
| 1996 | Best Actor               | 34th Grand Bell Award                         | A Petal                    | Nominado  |
| 1996 | Best Actor               | 41st Asia-Pacific Film Festival               | A Petal                    | Ganó      |
| 1995 | Best Actor               | 33rd Grand Bell Award                         | To You from Me             | Nominado  |
| 1994 | Best Actor               | 15th Blue Dragon Film Award                   | To You from Me             | Ganó      |
| 1994 | Best Supporting Actor    | 32nd Grand Bell Award                         | To the Starry Island       | Nominado  |
| 1994 | Best Actor               | 32nd Grand Bell Award                         | The 101st Proposition      | Nominado  |
| 1993 | Best Actor               | 14th Blue Dragon Film Award                   | The 101st Proposition      | Nominado  |
| 1992 | Best Actor               | 13th Blue Dragon Film Award                   | The Road to the Race Track | Ganó      |
| 1992 | Best Actor               | 30th Grand Bell Award                         | The Road to the Race Track | Nominado  |
| 1992 | Best Actor               | 12th Korean Association of Film Critics Award | The Road to the Race Track | Ganó      |
| 1992 | Best Actor               | 3rd Chunsa Film Art Award                     | The Road to the Race Track | Ganó      |
| 1991 | Best Supporting Actor    | 12th Blue Dragon Film Award                   | Berlin Report              | Nominado  |
| 1991 | Best Actor               | 29th Grand Bell Award                         | Black Republic             | Nominado  |
| 1991 | Best New Actor (Film)    | 27th Baeksang Arts Award                      | Black Republic             | Ganó      |
| 1990 | Best Actor               | 11th Blue Dragon Film Award                   | Black Republic             | Nominado  |
| 1990 | Best New Actor           | 1st Chunsa Film Art Award                     | Black Republic             | Ganó      |
| 1986 | Best New Actor (Theater) | 22nd Baeksang Arts Award                      | Han's Chronicle            | Ganó      |